# 大窠溪
大窠溪，又名大窠坑溪，位於台灣北部，是淡水河支流塭子川的上游，主要分佈於新北市泰山區。

## 簡介
大窠溪發源於中山高速公路林口交流道東側，從林口台地東側向東流入台北盆地，在五股交流道附近與中港大排會合，沿新北產業園區抵達二重疏洪道後始稱塭子川。主流長9.25公里，集水面積達36.35平方公里。源頭至大科一路涵洞段屬山區野溪，渠床坡度約1/30，流短坡陡，大多屬紅土及礫石層。市區段經泰山區、五股區地勢平坦，渠床坡度僅約1/1,000。
最早北76線泰山段（大科路）即沿大窠溪溪谷修築，後來中山高速公路五股交流道至林口交流道路段亦沿大窠溪全線興建，其中五股楊梅高架道路的單柱雙層路段落墩緊靠大窠溪上游。

## 整治
- 大窠坑溪河段在經年累月，流域沿岸部分箱涵淤積嚴重，部分護岸因也河川經年累月的沖蝕導致基座掏空及堤防鋼筋混凝土層剝落嚴重情況，因此於2015年當地議員曾請邀集水利相關單位到場會勘，由市府辦理作清淤、堤防整理修復工程[2]。
- 2015年8月，新北市政府在大窠坑溪舊河道進行滯洪池新建工程，並擴建中港抽水站，提升當地防洪及排洪的效能[3][4]。

## 圖片集

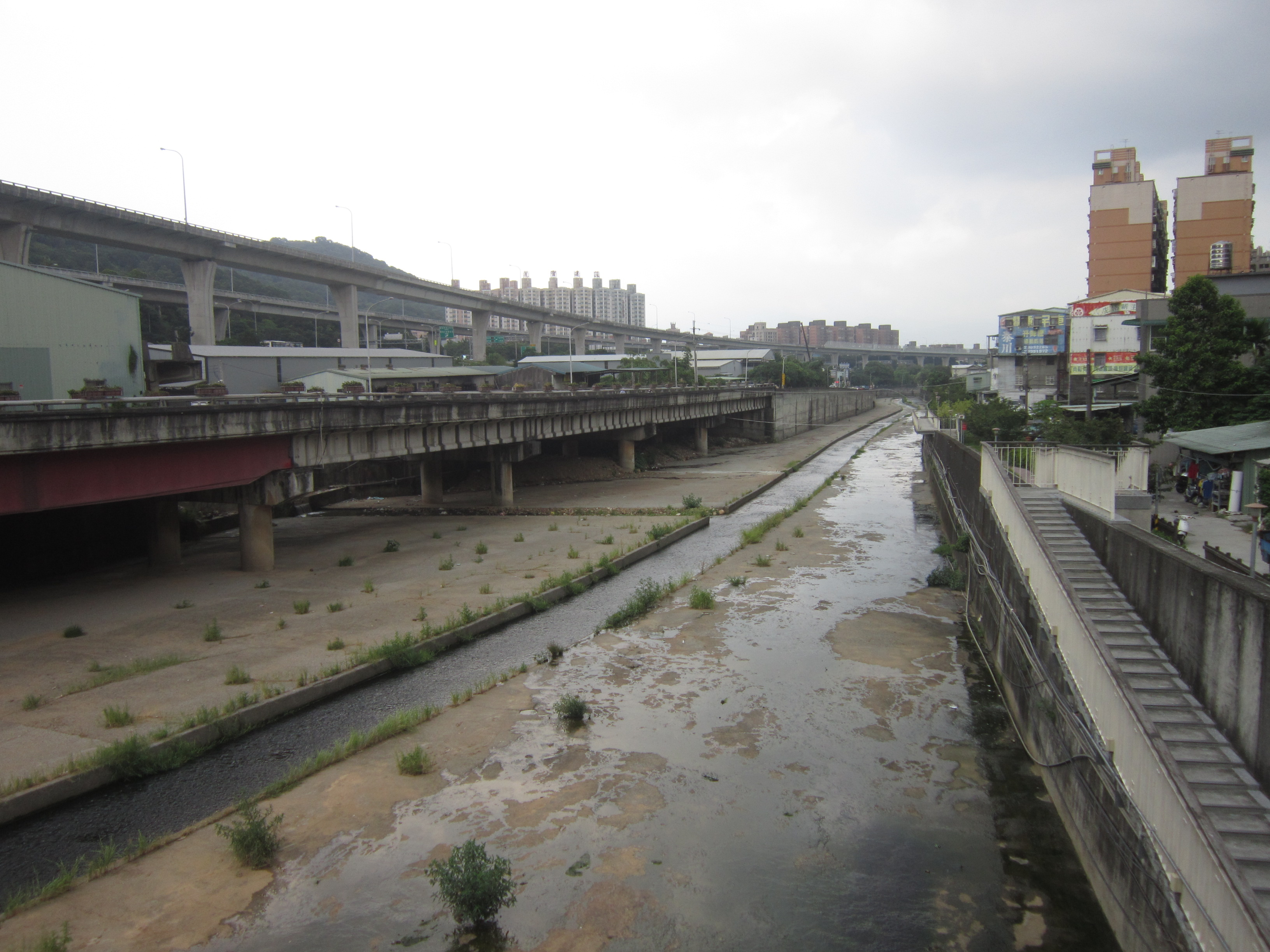
整治過後的大窠溪河面(攝於2016年8月)
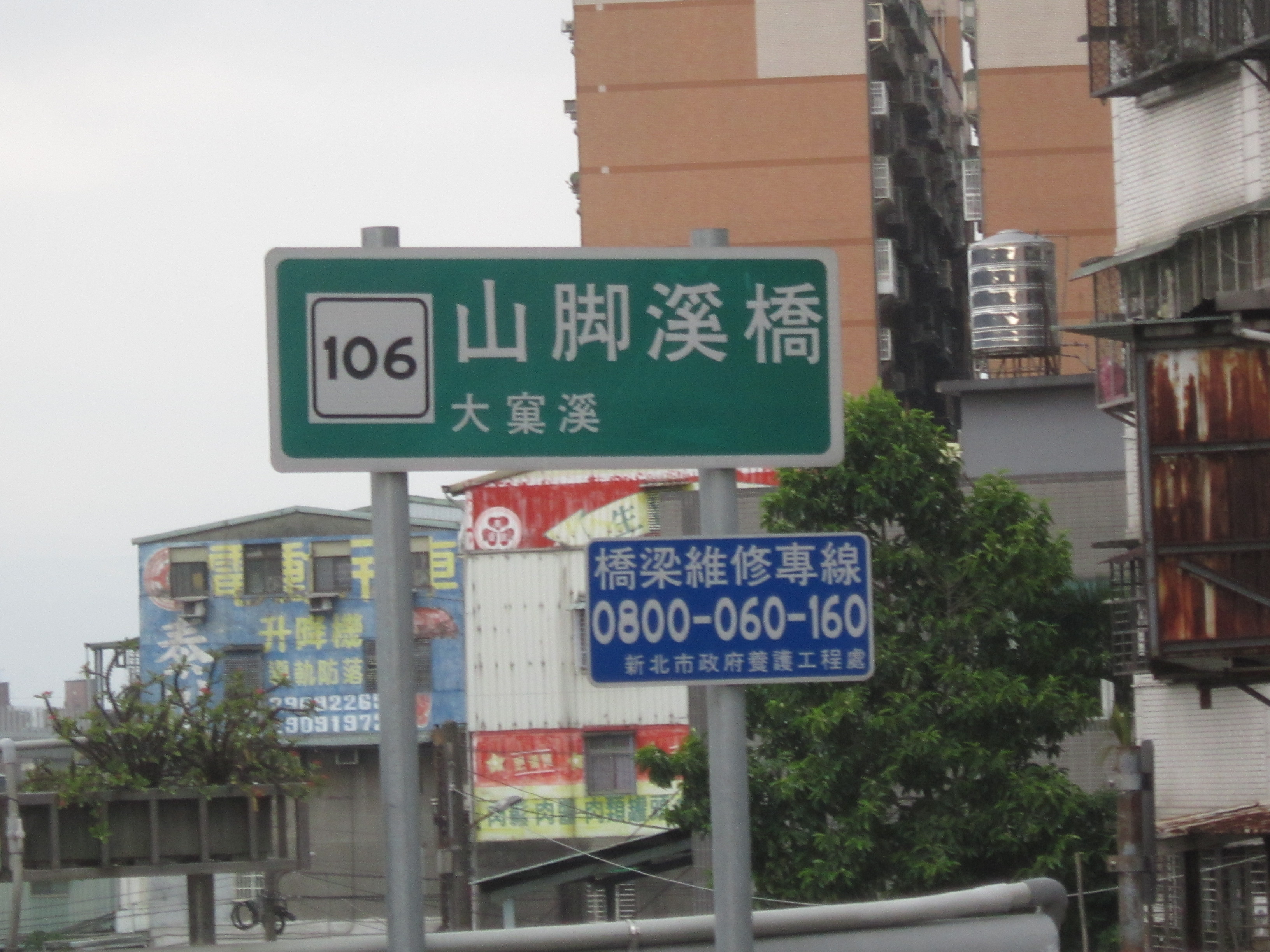
市道106號(泰林路)穿越大窠溪的山腳溪橋